# جونگ شین هه
جونگ شین هه (کره‌ای: 정신혜؛ زادهٔ ۱۱ اکتبر ۱۹۹۴) بازیگر اهل کره جنوبی است. او به خاطر ایفای نقش در مجموعه‌های تلویزیونی همچون مامان عصبانی، گل برفی، تشویق کن شناخته می‌شود. او همچنین در فیلم سوندال: مردی که رودخانه را فروخت حضور پیدا کرده است.

## فیلم‌شناسی

### فیلم
| سال  | عنوان                            | نقش    | منابع |
| ---- | -------------------------------- | ------ | ----- |
| ۲۰۱۶ | سوندال: مردی که رودخانه را فروخت |        | [ ۴ ] |
| ۲۰۱۶ | بیراهه                           | آه روم | [ ۵ ] |

### مجموعه تلویزیونی
| سال  | عنوان         | نقش           | منابع  |
| ---- | ------------- | ------------- | ------ |
| ۲۰۱۵ | مامان عصبانی  | لی هوانگ سونگ | [ ۶ ]  |
| ۲۰۲۰ | مموریست       | یو آه یونگ    | [ ۷ ]  |
| ۲۰۲۱ | گل برفی       | گو هه ریونگ   | [ ۸ ]  |
| ۲۰۲۲ | عشق دیوانه‌وار | اوه سه هی     | [ ۹ ]  |
| ۲۰۲۲ | تشویق کن      | لی ها جین     | [ ۱۰ ] |
| ۲۰۲۳ | اتفاقی دیدمت  | چونگ آه       | [ ۱۱ ] |
| ۲۰۲۳ | ماه در روز    | جونگ یی سول   | [ ۱۲ ] |
| ۲۰۲۳ | دلال ازدواج   | مِنگ ها نا     | [ ۱۳ ] |

### مجموعه اینترنتی
| سال     | عنوان                      | نقش         | منابع                                     |
| ------- | -------------------------- | ----------- | ----------------------------------------- |
| ۲۰۱۷–۱۹ | لاو پلی‌لیست                | جونگ جی وون | [ ۱۴ ] [ ۱۵ ] [ ۱۶ ] [ ۱۷ ] [ ۱۸ ] [ ۱۹ ] |
| ۲۰۱۸    | Flower Ever After          | شین هه      | [ ۲۰ ]                                    |
| ۲۰۱۹    | ری-فیل                     | جونگ جی وون | [ ۲۱ ]                                    |
| ۲۰۱۹    | بهترین پایان               | جونگ جی وون | [ ۲۲ ]                                    |
| ۲۰۱۹    | ولاگ پو روم                | جونگ جی وون | [ ۲۳ ]                                    |
| ۲۰۱۹    | عاشقتم، بازنده!            | جین دا اون  | [ ۲۴ ]                                    |
| ۲۰۱۹    | ۴ دلیل که از کریسمس متنفرم | جونگ جی وون | [ ۲۵ ]                                    |
| ۲۰۱۹    | شرکت اعتراف                | شین هه      | [ ۲۶ ]                                    |
| ۲۰۲۰    | سخت بجنگ، سخت‌تر عشق بورز ۲ | آه روم      | [ ۲۷ ]                                    |
| ۲۰۲۰    | شاهزاده پری دریایی         | شین هه ری   | [ ۲۸ ]                                    |
| ۲۰۲۱    | پلی فرندز ۲                | جونگ جی وون | [ ۲۹ ]                                    |

### حضور در موزیک ویدئو
| سال  | عنوان                                       | آرتیست   | منابع  |
| ---- | ------------------------------------------- | -------- | ------ |
| ۲۰۱۹ | «عالی» (Perfect)                            | تن‌سی‌ام   | [ ۳۰ ] |
| ۲۰۱۹ | «اعتراف دست و پا چلفتی» (Clumsy Confession) | برادر سو | [ ۳۱ ] |